# Let's do the razzia
Let's Do The Razzia is een Engelstalige single van de Belgische band Der Polizei uit 1980.
De  B-kant van de single was het liedje Give it up.
Het nummer verscheen op verzamel cd Bel 80 "het beste uit de belpop van 1980" van Studio Brussel.